# Дальневосточная жерлянка
Дальневосточная жерлянка (лат. Bombina orientalis) — вид бесхвостых земноводных из семейства жерлянок.

## Описание

### Внешний вид
Длина тела около 5 см. Имеет красное или оранжевое брюхо с тёмными пятнами. Верхняя сторона туловища серо-коричневая или ярко-зелёная с тёмными пятнами.

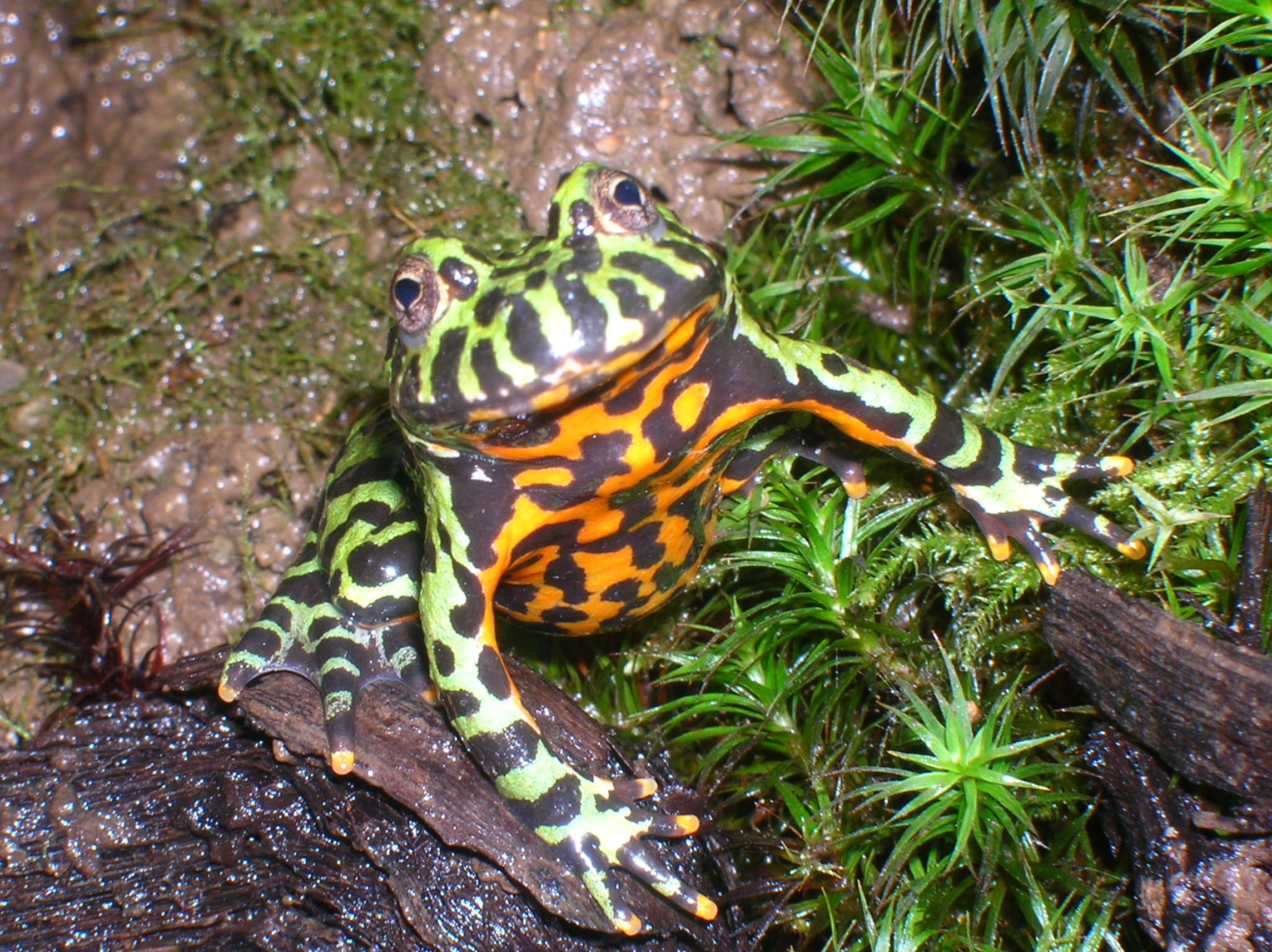

### Распространение и места обитания
Обитает в северо-восточном Китае, Корее, Хабаровском и Приморском краях. В России находится северо-восточная часть ареала. Населяет кедрово-широколиственные леса. Предпочитает места со скоплением валежника и мощной лесной постилкой, где скрывается днём.

### Размножение
Икру откладывает в водоёмах с мая по конец июля.

### Поведение
Зимовку дальневосточная жерлянка начинает в октябре. Как и все жерлянки, защищается от врагов при помощи едкого секрета кожных желёз.